# Hector Llatser
Hector Llatser (ur. 10 listopada 1957 w Tuluzie) – francuski lekkoatleta, sprinter.
Specjalizował się w biegu na 400 metrów. Wystąpił na igrzyskach olimpijskich w 1976 w Montrealu w sztafecie 4 × 400 metrów, która w składzie: Hugues Roger, Daniel Vélasques, Francis Kerbiriou i Llatser odpadła w eliminacjach.
Na halowych mistrzostwach Europy w 1977 w San Sebastián zajął 4. miejsce w finale biegu na 400 metrów. Zajął 6. miejsce w sztafecie 4 × 400 metrów na uniwersjadzie w 1977 w Sofii, a w biegu na 400 metrów awansował do półfinału, w którym nie wystąpił.
Zajął 6. miejsce w sztafecie 4 × 400 metrów na mistrzostwach Europy w 1978 w Pradze, a na kolejnych mistrzostwach Europy w 1982 w Atenach odpadł w eliminacjach biegu na 400 metrów.
Zdobył brązowy medal w sztafecie 4 × 400 metrów (w składzie: Aldo Canti, Llatser, Pascal Chichignoud i Yann Quentrec) na uniwersjadzie w 1983 w Edmonton. Odpadł w półfinale tej konkurencji na mistrzostwach świata w 1983 w Helsinkach. Na igrzyskach śródziemnomorskich w 1983 zadobył srebrny medal w biegu na 400 metrów (za swym rodakiem Aldo Cantim) oraz złoty w sztafecie 4 × 400 metrów (w składzie: Jean-Jacques Février, Llatser, Canti, Jean-Jacques Boussemart). Na igrzyskach olimpijskich w 1984 w Los Angeles Llatser odpadł w eliminacjach biegu na 400 metrów.
Był brązowym medalistą mistrzostw Francji w biegu na 400 metrów w 1981 i 1982, a w hali był mistrzem na tym dystansie w 1977 i brązowym medalistą w 1980.
Jego rekord życiowy w biegu na 400 metrów wynosił 47,79 s (13 września 1983 w Casablance).